# Patxi's Chicago Pizza
O Patxi's (pronuncia-se pah-cheese) é uma pequena cadeia de pizzarias sediada em Sausalito, Califórnia.

## História
A Patxi's foi fundada por William Freeman e Francisco “Patxi” Azpiroz. A cadeia de restaurantes é especializada em pizza ao estilo de Chicago.
Em abril de 2014, foi anunciado que a empresa de capital privado KarpReilly LLC adquiriu o controle da empresa. O anúncio também afirmava que o cofundador William Freeman continuaria como CEO da empresa e que a empresa pretendia expandir para 70 locais da Patxi's até 2019.
Em 24 de setembro de 2018, foi anunciado que a Patxi's estava a ser adquirida pelo Elite Restaurant Group. Os termos do negócio não foram divulgados.
A partir de 2024, a empresa tem 5 locais de restaurantes.

## Na cultura popular
Em 6 de novembro de 2015, a Patxi's fez uma parceria com a Uber Eats para oferecer pizzas de queijo de US$ 10,00 que foram entregues em uma caixa que dizia “Little Nero's” para homenagear o vigésimo quinto aniversário do lançamento do filme de comédia Home Alone.